# Cukudani
Cukudani (佃煮) je starý japonský pokrm složený z kousků masa, mořských řas nebo mořských plodů uvařených v sójové omáčce a mirinu. Sójová omáčka tu slouží jako přirozený konzervační prostředek. Jméno je odvozeno od ostrova Cukudašima, kde se toto jídlo začalo během období Edo vyrábět. Dají se koupit různé druhy cukudani. Tento pokrm je možné uchovávat dlouhou dobu. V období Edo patřil v japonské kuchyni mezi oblíbené přílohy.